# Luc Ferry
Luc Ferry (Colombes, departamento de Hauts-de-Seine, França 1 de janeiro de 1951) é um filósofo francês, professor de filosofia e político engajado em favor da União por um Movimento Popular (UMP).

## Biografia
Pai de três filhos. Gabrielle com Dominique Meunier, sua primeira esposa. Com Marie-Caroline Becq de Fouquières, seu segundo casamento, teve dois outros filhos.
Foi Ministro da Educação Nacional da França no governo de Jean-Pierre Raffarin de 2002 a 2004.

## Pensamento
Critica algumas tendências do ambientalismo no seu livro A Nova Ordem Ecológica. 
Na conferência, de 9 de Abril de 2005 realizada na Sorbonne, com o tema "O que é filosofia? " define-a como uma soteriologia, isto é, uma doutrina da salvação. É, portanto, um concorrente das grandes religiões.
De acordo com Ferry, a filosofia começou a ser completa quando ela se afastou de Deus. Quanto mais a filosofia for laica, mais  corresponde à definição de filosofia.

## Formação e Carreira profissional
Realizou o ensino secundário no Liceu Saint Exupery de Mantes, então em casa pelo Centro Nacional para Educação à Distância (CNED).
Graduou-se na Universidade de Paris-IV e na Universidade de Heidelberg.
Professor de Filosofia (1975-1982) (atribuído à Escola Normal de Arras de 1977 a 1979, em destacamento no CNRS como pesquisador associado de 1980 a 1982, professor na Universidade de Reims, em seguida, École Normale Supérieure, as Universidades de Paris X e de Paris I).
Doutor de Estado em Ciência Política (1981).
O professor (medida de agregação de Ciência Política 1982): 
Institut d'Etudes Politiques de Lyon (1982-1988)
Universidade de Caen (1989-1996)
Universidade de Paris VII (1996)
Ex-presidente do Currículo Nacional do Ministério da Educação Nacional
Ex-colunista para o evento de quinta-feira, o Expresso, em seguida, ao ponto bimestral desafios econômicos
Prospectivo comissão membro da Vivendi Universal
Membro do Conselho Econômico e Social como um membro do grupo de personalidades qualificadas membro da Secção de Relações Externas
Responsável, em Junho de 2006 pelo Presidente da UMP uma "missão de reflexão" sobre casamento gay e homossexuais, a missão que ele decida parar vários meses
Desde Julho de 2007, um membro da reflexão sobre a modernização e ao reequilíbrio das instituições estabelecidas pelo Presidente da República Nicolas Sarkozy.

## Carreira de Ministro
De 7 de maio de 2002 a 31 de Março de 2004 foi Ministro da Juventude, Educação Nacional e da Investigação (governo de Raffarin).
Estado do primeiro governo de Jean-Pierre Raffarin.
Membro do segundo governo de Jean-Pierre Raffarin.

## Curiosidades
Como ministro da Educação da França, Luc Ferry ficou bastante conhecido em 2004 por ter banido o véu islâmico das escolas francesas.

## Obras
1984 - 1985, Filosofia política, em 3 volumes, com o terceiro em colaboração com Alain Renaut.
1985, La Pensée 68. Ensaio sobre anti humanismo contemporâneo, em colaboração com Alain Renaut.
1985, Sistema crítico, em colaboração.
1988, Heidegger e moderno conjunto.
1990, Homo aestheticus. A invenção do gosto na idade da democracia.
1991, Porque não somos Nietzschean?, Juntos.
1992, A Nova Ordem Ecológica, legendado "A árvore, animais e seres humanos", e preços Médici teste Jean-Jacques Rousseau.
1996, L'Homme-Dieu ou le sens de la vie, Literary Award para os Direitos Humanos.
1998, A Sabedoria dos Modernos, em colaboração com André Comte-Sponville, preço-THOREL Ernest de l'Académie des Sciences Morales et Politiques.
1998, Le sens du beau.
1999, Filósofo e dezoito anos juntos.
2000, Que é o homem?, Em colaboração com Jean-Didier Vincent.
2002, O que é uma vida bem sucedida? 
2003, Cartas a todos aqueles que amam a escola com Xavier Darcos e Claudie Haigneré.
2004, após o religioso religião com Marcel Gauchet.
2005, Como você pode ser um ministro? Ensaio sobre a governabilidade das democracias.
2006, Aprender a Viver: Tratado de filosofia para uso das jovens gerações. Prêmio Hoje.
2006, superar medos. Filosofia do amor da sabedoria, Éditions Odile Jacob.
2006, Aprender a viver. Cursos em 4 CDs de áudio, edições Frémeaux & Associates.
2007, Família, eu te amo: Política de Privacidade e na idade da globalização, X Editions.
2008, Kant. O trabalho filosófico explicou. Uma lição de 4 CDs de áudio, edições Frémeaux & Associates.
2008, Nietzsche. O trabalho filosófico explicou. Uma lição de 4 CDs de áudio, edições Frémeaux & Associates.
2009, a tentação do cristianismo com Lucien Jerphagnon
2009, Que futuro para a cristandade com Philippe Barbarin.